# 香港〜Hong Kong〜
「香港〜Hong Kong〜」（ホンコン）は、テレサ・テンの日本での通算20枚目のシングル曲である。1989年3月8日にトーラスレコードからLP盤（規格品番：07TR-7208）、8センチCD（規格品番：10TX-7208）とカセットテープ（規格品番：10TT-7208）形式でリリースされた。
シングル曲「香港 Hong Kong」は、シングル「浪漫主義」と同時にリリースされた。

## 概要
タイトル曲「香港〜Hong Kong〜」とカップリング曲「星のしずくに濡れて」は、荒木とよひさが作詞、三木たかしが作曲を務めている。

## 収録曲
（全作詞：荒木とよひさ、作曲：三木たかし）
1. 香港〜Hong Kong〜
編曲：林有三
2. 星のしずくに濡れて
編曲：川口真
3. 香港〜Hong Kong〜（オリジナル・カラオケ）
4. 星のしずくに濡れて（オリジナル・カラオケ）